# Hudales
Hudales je priimek v Sloveniji, ki ga je po podatkih Statističnega urada Republike Slovenije na dan 1. januarja 2010 uporabljalo 45 oseb.

## Znani nosilci priimka
- Bojana Hudales Kori (*1940), uradnica, svetovalka predsednika RS
- Jože Hudales (1937—1997), pisatelj
- Jože Hudales (*1955), etnolog, muzeolog
- Oskar Hudales (1905—1968), pisatelj
- Zoran Hudales (1907—1982), književnik